# Ключ 73
| 曰                     | 曰              | 曰              |
| ---------------------- | --------------- | --------------- |
| 72                     | 73              | 74              |
| Піньінь:               | yuē             | yuē             |
| Чжуїнь:                | ㄩㄝ            | ㄩㄝ            |
| Вейд-Джайлз:           | yüeh1           | yüeh1           |
| Ютпхін:                | joek6, jyut6    | joek6, jyut6    |
| Он:                    |                 |                 |
| Кун:                   |                 |                 |
| Кандзі:                | 平日 hirabi     | 平日 hirabi     |
| Хун:                   | 가로되 garodwoe | 가로되 garodwoe |
| Им:                    | 왈 wal          | 왈 wal          |
| Індекс у Вікісловнику: | 曰              | 曰              |

Ключ 73 — ієрогліфічний ключ, що означає казати і є одним із 34 (загалом існує 214) ключів Кансі, що складаються з чотирьох рисок.
У Словнику Кансі 37 символів із 40 030 використовують цей ключ.

## Символи, що використовують ключ 73

Як писати ієрогліф.

| без додаткових | 曰             |
| 1 додаткова    | 曱             |
| 2 додаткові    | 曲 曳          |
| 3 додаткові    | 更 曵          |
| 4 додаткові    | 曶             |
| 5 додаткових   | 曷             |
| 6 додаткових   | 書 曺          |
| 7 додаткових   | 曹 曻 曼 曽    |
| 8 додаткових   | 曾 替 最 朁 朂 |
| 9 додаткових   | 會             |
| 10 додаткових  | 朄 朅          |
| 12 додаткових  | 朆             |
| 17 додаткових  | 朇             |